# Ouranopithecus
A Ouranopithecus egy kihalt neme az eurázsiai homonidáknak aminek két faja volt, Ouranopithecus macedoniensis egy késő miocén kori  (9.6–8.7 millió évvel ezelőtti) homonida Görögországból és Bulgáriából, és a Ouranopithecus turkae szintén egy késő miocén kori (8.7–7.4 millió évvel ezelőtti) homonida Törökországból.

## Rendszertan
A O. macedoniensis fog és homlok anatómiája alapján javasolták hogy az Ouranopithecus dryopithecini. Az Ouranopithecines talán szorosabb kapcsolatban áll a Ponginaeval. Néhány kutató a O. macedoniensist tekinti a majmok és az emberek utolsó közös ősének, és az Australopithecus és az ember egy előfutárának, bár ez nagyon vitatott és nem széles körben elfogadott. Az igaz hogy a O. macedoniensis osztozik néhány korai Homininikkel származó jellemzőkkel (például a homloküreg), de majdnem biztosan nem közeli rokonságban álló fajok. Javasolták hogy a Graecopithecus freybergi egy szinonímája lehet, bár ez széles körben vitatott az irodalomban.